# Pithauria
Pithauria is een geslacht van vlinders van de familie dikkopjes (Hesperiidae), uit de onderfamilie Hesperiinae.

## Soorten
- P. marsena (Hewitson, 1866)
- P. murdava (Moore, 1865)
- P. stramineipennis Wood-Mason & de Nicéville, 1886